# 斜流水車

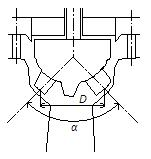
斜流水車

斜流水車（しゃりゅうすいしゃ、英: diagonal flow water turbine）は、水を水車軸に対し斜め方向より流入させる水車の総称である。水力発電所において発電用水車として用いられ、一般には羽根の角度を調整できる可動羽根斜流水車、いわゆるデリア水車（英: Deriaz turbine）が用いられる。

## 歴史
斜流水車の原型自体は、水車技術発展の過程において何種類か発表されていた。しかし、それらはフランシス水車やカプラン水車の普及に圧倒され実用されることはなかった。1950年代になって、イギリスのイングリッシュ・エレクトリック社のP・デリアが、ランナ先端部分に内蔵した回転サーボモータによって羽根の角度を調整するという新しい機構を考案。こうして完成した可動羽根斜流水車は1957年、カナダのナイアガラ滝に設置された揚水発電所、Sir Adam Beck Hydroelectric Power Stations において発電・揚水兼用のポンプ水車として初めて導入された。その後、発電運転専用の水車としても優れていることから、1960年代より採用例が増加している。

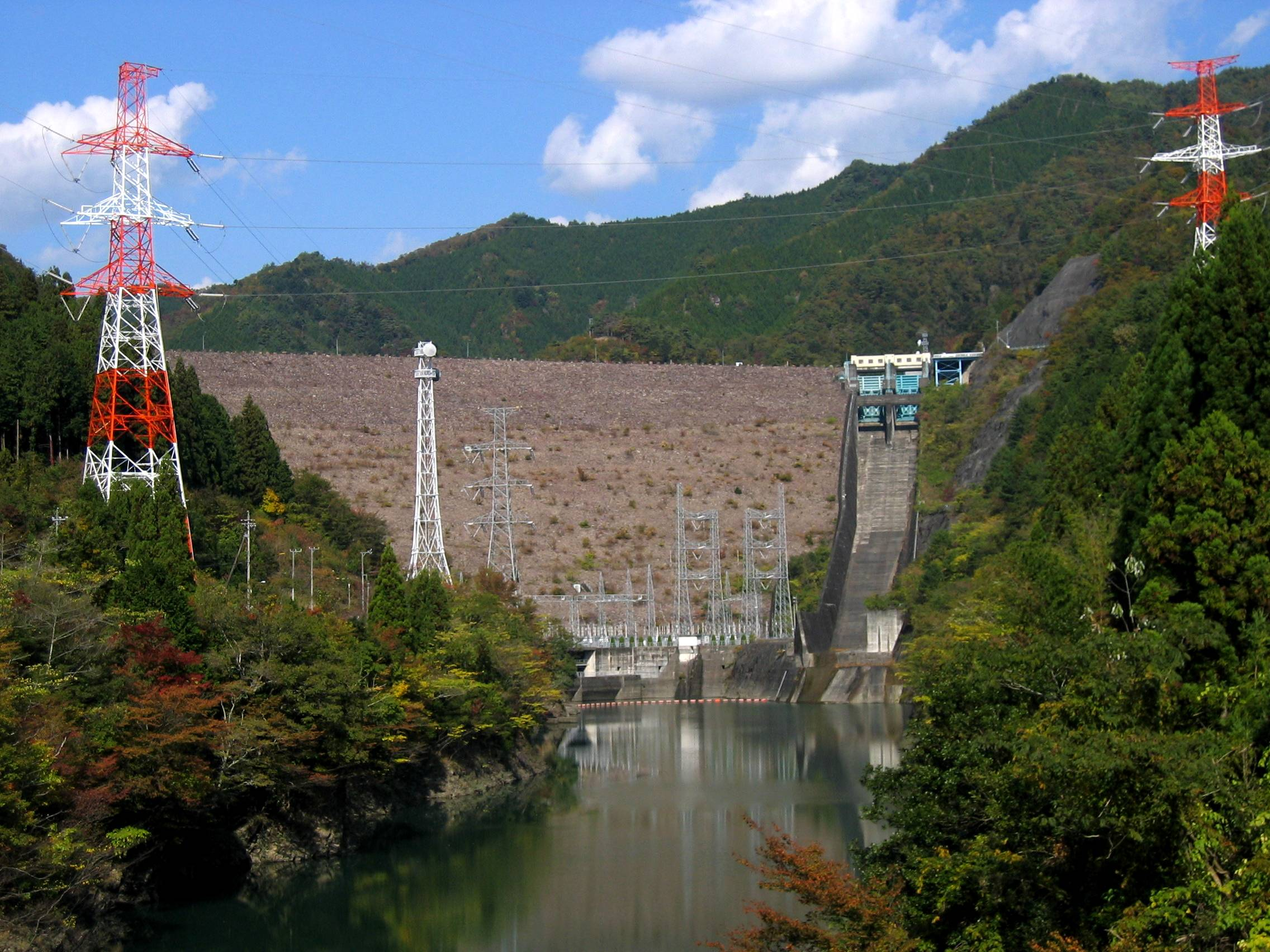
馬瀬川第一発電所
（岩屋ダム直下）

日本においては四国電力が1961年（昭和36年）3月2日に使用を開始した名頃発電所（徳島県にある名頃ダムより取水）において発電専用斜流水車（1,350キロワット、東芝製）を世界に先駆けて採用し、同年には東北電力も斜流水車（5,500キロワット、日立製）採用の新大倉発電所（現・大倉発電所、宮城県にある大倉ダムより取水）を完成させた。また、1976年（昭和51年）には中部電力が一台あたりの出力が世界最大を誇る14万9,000キロワットの斜流ポンプ水車を2台備える馬瀬川第一発電所（岐阜県にある水資源機構・岩屋ダムの直下）を完成させている。

## 設計

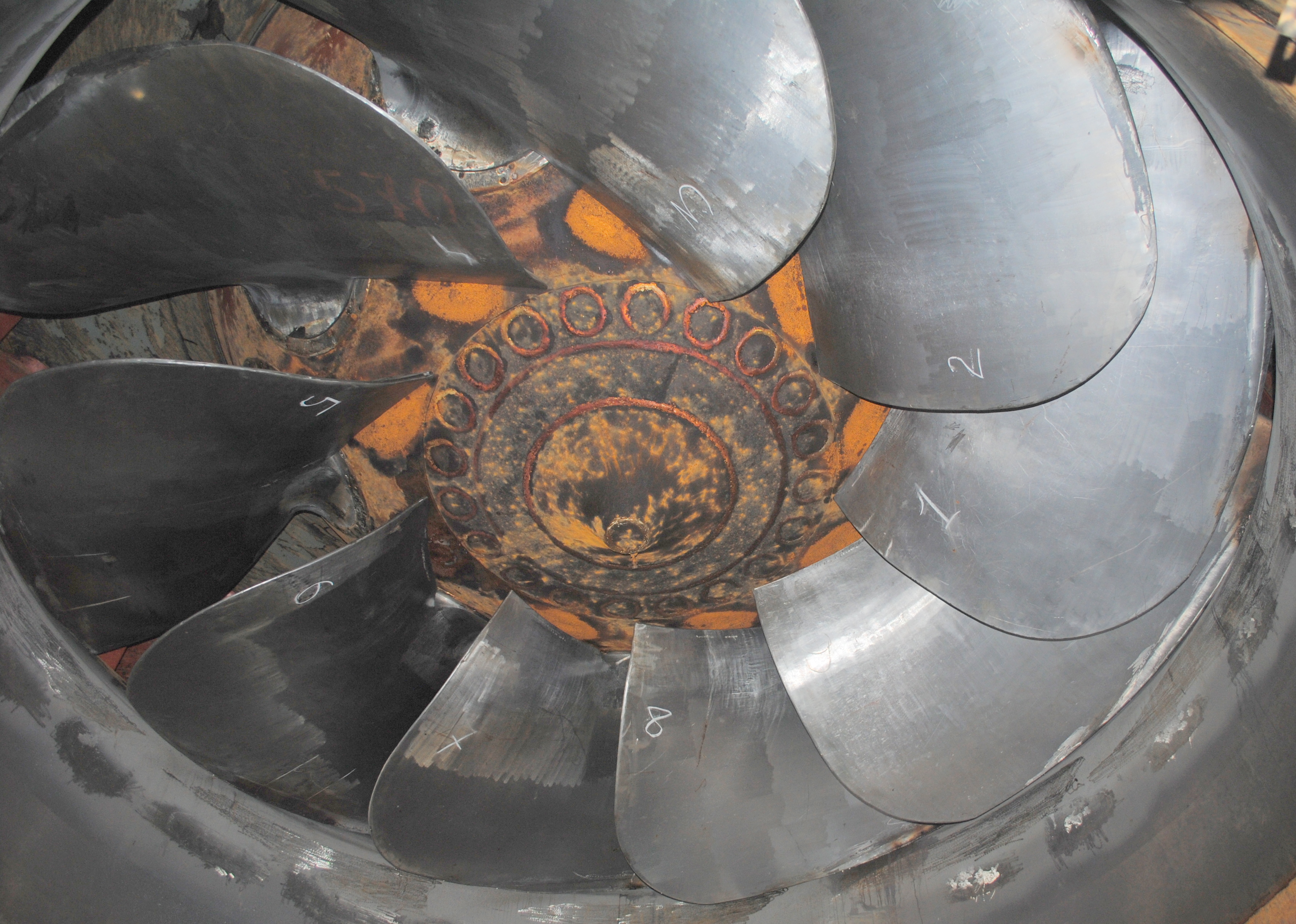
ロシア・コルィマ発電所の可動羽根斜流水車

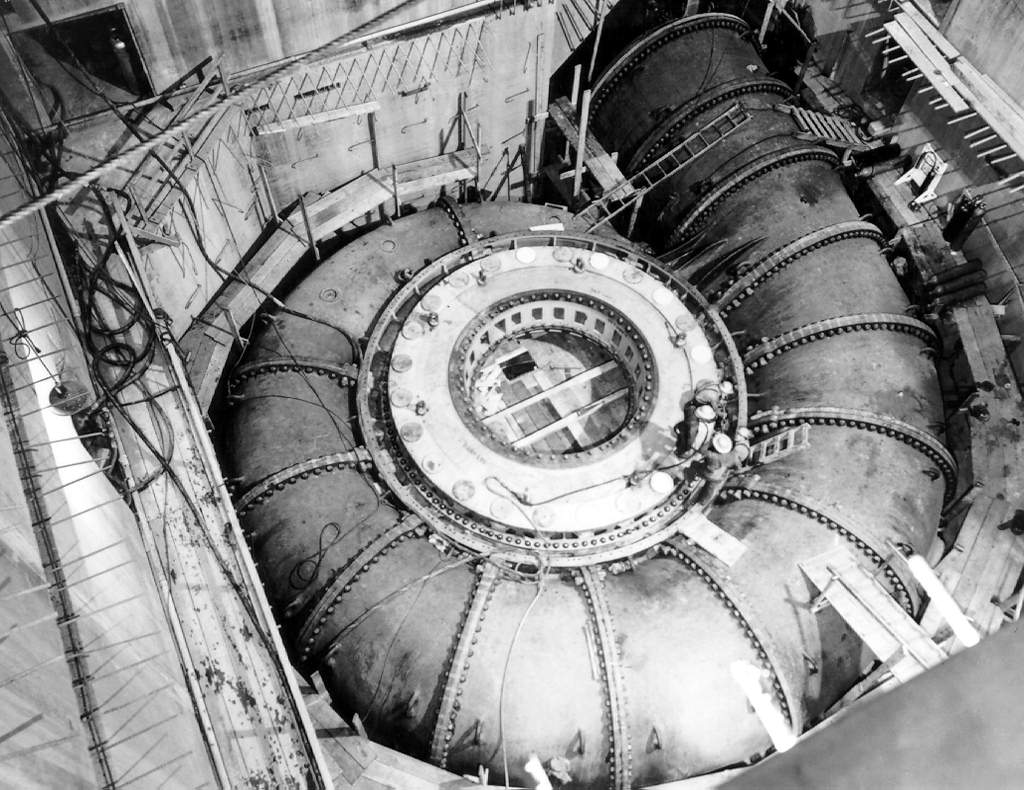
渦巻輻流ケーシング（写真はフランシス水車用）

斜流水車は有効落差にして 40 メートルから 120 メートルの箇所への設置に適した水車である。流水の反動力を利用して回転する反動水車の一種で、特性的にはフランシス水車とプロペラ水車・カプラン水車の中間に位置し、高落差の場合はフランシス水車と、低落差の場合はプロペラ・カプラン水車と性能について比較される。
フランシス水車は、その箇所において、ある出力のときに最高の効率で運転できるよう設計される。したがって最高効率点は斜流水車よりも高いものとなるが、水車出力を変動させたときの効率低下が大きくなる。一方、カプラン水車は羽根の角度を適宜調整することで出力変動による効率低下を最小限に抑えている。しかし、落差の高い地点に適用しようとすると羽根角度調整機構が大型化し、それを内蔵するランナ先端部分もまた大型化せざるを得なくなる。したがって、デリア水車はカプラン水車よりも高い落差で、特に落差・使用水量の変動が大きい箇所に適している。
斜流水車はもっぱら可動羽根のもの、いわゆるデリア水車として製造される。羽根の操作機構はデリアが開発した回転サーボモータのほか、カプラン水車で用いられるような上下動サーボモータのいずれかを利用することとなる。水圧管路から流入した水はランナ周囲を取り囲む渦巻ケーシングよりランナに向かって流出する。このとき渦巻ケーシングから水を流出させる向きによって、斜流ケーシングと輻流（ふくりゅう）ケーシングの二種類がある。前者は軸に対し斜め方向に流出し、そのまままっすぐランナ羽根に作用するものである。一方の後者はフランシス水車のそれと同様に軸に対し垂直に流出し、ランナ手前で角度を斜めに反らされる。どちらの方式でも性能的にはほぼ変わりないため、設計・メンテナンスが容易な後者が多く採用される。
斜流水車では、ランナを通過する流水の角度によって水車の比速度が決定する。水車軸に対するランナベーン中心軸の角度が斜流角（しゃりゅうかく）で、使用水量が大きな箇所ではこの値を大きくとられる。30度、45度、60度、70度が設計の容易さから多く採用される。カプラン水車はこれを90度としたものと言える。